# Ceiba soluta
Ceiba soluta är en malvaväxtart som först beskrevs av John Donnell Smith, och fick sitt nu gällande namn av P. Ravenna. Ceiba soluta ingår i släktet Ceiba och familjen malvaväxter. Inga underarter finns listade i Catalogue of Life.